# Anne Thongprasom
Anne Thongprasom (tiếng Thái: แอน ทองประสม, phiên âm: En Thong-bơ-ra-xôm, sinh ngày 1 tháng 11 năm 1976) là một nữ ca sĩ, diễn viên, người mẫu và nhà sản xuất nổi tiếng người Thái gốc Thụy Điển. Cô được Hiệp hội Nhà báo Thái Lan vinh danh là Công chúa giới giải trí từ năm 2006 đến nay.
Cô là diễn viên đầu tiên giành được tất cả các giải thưởng Nữ diễn viên chính xuất sắc nhất tại các lễ trao giải phim điện ảnh cho bộ phim The Letter: Jod Mai Rak (2004).
Trong hơn 30 năm hoạt động trong ngành giải trí, ngoài nhận được các giải thưởng diễn xuất và các cuộc bình chọn do tạp chí và các tổ chức giải trí khác nhau, cô còn được chọn làm nguyên mẫu tượng sáp tại Bảo tàng sáp Madame Tussauds Bangkok.

## Tiểu sử và học vấn
Anne sinh ngày 1 tháng 11 năm 1976 tại Băng Cốc, Thái Lan. Mang trong mình dòng máu pha trộn giữa Thái Lan, Ả Rập và Thụy Điển (cha người Thụy Điển, mẹ người Thái Lan), cô là con thứ 2 trong gia đình với 1 người anh và 1 em trai.
Là một diễn viên, nhưng Anne không lơ là việc học. Cô có bằng Cử nhân Nghệ thuật Truyền thông của Đại học Bangkok và bằng Thạc sĩ Báo chí và Truyền thông đại chúng của Đại học Thammasat.

## Sự nghiệp
Cô bắt đầu sự nghiệp của mình khi mới 13 tuổi, với sự tham gia trong một video âm nhạc. Sự nghiệp diễn xuất của cô bắt đầu với những vai diễn trong những bộ phim truyền hình tình cảm ướt át trước khi đủ 15 tuổi. Suốt thời gian đó, trước khi 20 tuổi, Anne đã trở thành một trong những nữ diễn viên nổi tiếng nhất Thái Lan.
Cô là một ví dụ điển hình cho việc tài không đợi tuổi trong việc sớm thể hiện được tài năng diễn xuất của mình khi còn rất trẻ. Và trong suốt sự nghiệp của mình, Anne đã không làm khán giả phải thất vọng khi luôn biết hoàn thiện bản thân. Thời gian gần đây Anne còn cho thấy tài năng của mình trong vai trò là nhà sản xuất cũng như đạo diễn chỉ đạo diễn xuất khi liên tiếp mang đến cho khán giả những bộ phim với nhiều màu sắc mới lạ, đầu tư chỉn chu cả về phần cảnh, nội dung lẫn diễn xuất của diễn viên. Những bộ phim của Anne luôn tạo được dấu ấn trong lòng khán giả, giành được giải thưởng quốc tế cùng sự quan tâm từ các quốc gia khác.
Chính vì thế, không lạ gì khi cô có thể xuất sắc mang về cho bản thân 85 giải thưởng trong suốt 27 năm hoạt động nghệ thuật của mình.

## Các phim đã tham gia

### Phim điện ảnh
| Năm  | Tên gốc                                   | Vai     | Ghi chú   | Đóng với                  |
| ---- | ----------------------------------------- | ------- | --------- | ------------------------- |
| 1991 | Kohja Pahna Koh                           |         |           |                           |
| 1992 | Jortwaylaa Hakoh                          |         |           |                           |
| 1992 | Hor Hue Hue                               | Sawitri | Vai phụ   |                           |
| 1992 | Dade Lorm Lomrang Kwarm Rukgum Lung Ja Ma |         |           | Sornram Teppitak          |
| 1993 | Hobruk ma Hompah                          |         |           |                           |
| 1993 | Kitteung Pro Song Kob                     |         |           | Jakkrit Ammarat           |
| 1994 | Hop Rak Ma Hom Pa                         | Dawan   | Vai chính |                           |
| 2004 | Jod Mai Rak (The Letter)                  | Dew     | Vai chính | Attaporn Teemarkorn       |
| 2022 | Bua Pun Fun Yub                           | Bua Pun | Vai chính | Kanawut Traipipattanapong |

### Phim truyền hình
| Năm  | Tên gốc                                    | Tên tiếng Việt                     | Vai                                                       | Đài |
| ---- | ------------------------------------------ | ---------------------------------- | --------------------------------------------------------- | --- |
| 1992 | Pai Lord Gor                               |                                    | Kingpai                                                   | CH3 |
| 1992 | Wela Nai Kued Kaew                         |                                    | Jorm                                                      | CH3 |
| 1992 | Jao Jorm                                   |                                    | Jorm Chaedcha / Apsonwadee / Roang / Duvrodee Danurath    | CH9 |
| 1993 | Moo Daeng                                  |                                    | Mudaeng                                                   | CH7 |
| 1993 | Loy Arai                                   |                                    | Datchanee Dao                                             | CH9 |
| 1993 | Shing Shar Charlie                         |                                    | Wan Charlie                                               | CH7 |
| 1994 | Tannon Sai Soot Tai                        |                                    | Witchuorn / "Lek"                                         |     |
| 1995 | Sunyarn Luang                              |                                    | Pim                                                       | CH5 |
| 1995 | Sam Bai Mai Thao                           |                                    | InthuOrn / "Inn"                                          | CH3 |
| 1996 | Pee Neung Peun Gun La Wan Atsajun Kong Pom |                                    | Morthip                                                   | CH7 |
| 1996 | Plerng Boon 1996                           | Ngọn lửa đức hạnh                  | Pimala Mithamorn                                          | CH3 |
| 1996 | Roy Rote Bote Lakorn Saparn Roong          |                                    |                                                           | CH3 |
| 1996 | Prattana Haeng Hua Jai                     |                                    | Montaka / Veracha                                         | CH3 |
| 1997 | Nangek                                     |                                    | Suratsawadee / Khun Kroo Dokkaew                          | CH5 |
| 1997 | Song Naree                                 | Chị em song sinh                   | Panitee [Neung] / Paniti [Song]                           | CH3 |
| 1997 | Sai Roong                                  |                                    | Maythinee                                                 | CH3 |
| 1998 | Khun Nu Arome Rai Kub Poochai Pak Kang     |                                    | Runya                                                     | CH5 |
| 1998 | Jark Fun Su Nirandon                       |                                    | Karakade                                                  | CH3 |
| 1999 | Punyachon Kon Krua                         |                                    | CherrAem / Amika                                          | CH3 |
| 1999 | Jao Sao Prissana                           | Cô dâu bí ẩn                       | Rada Manisorn                                             | CH3 |
| 2000 | Manee Yard Fah                             | Công chúa Areeya                   | Công chúa Areeya / Aria / Aree                            | CH3 |
| 2000 | Rattikarn Yod Ruk                          |                                    | Rattikarn / Porndao                                       | CH3 |
| 2001 | Sood Duang Jai                             |                                    | Phadcha                                                   | CH3 |
| 2001 | Samee Tee Tra                              | Người chồng tuyệt vời              | Karat / "Kaung"                                           | CH3 |
| 2001 | Raeng Ngao                                 | Cái bóng của chị em                | Moonin / Mootha                                           | CH3 |
| 2002 | Seur See Foon                              |                                    | Aul                                                       | CH3 |
| 2003 | Nang Show                                  |                                    | Sithong                                                   | CH3 |
| 2004 | Lakorn Tee Ruk                             |                                    |                                                           | CH5 |
| 2004 | Nang Fah Rai Peek                          |                                    | Namwan / Seepung                                          | CH3 |
| 2005 | Tae Pang Korn 2005                         | Duyên nợ tiền kiếp                 | Rachawadee / Jao Nang Noy / Antra                         | CH3 |
| 2005 | Rak Lamoon Loon Lamai                      |                                    | Prawprai                                                  | CH3 |
| 2006 | Oum Ruk                                    | Tơ hồng tình yêu / Oan gia ngõ hẹp | Napat                                                     | CH3 |
| 2007 | Likit Kammathep                            | Định mệnh tình yêu                 | Karnploo                                                  | CH3 |
| 2008 | Sawan Biang                                | Thiên đường tội lỗi                | Narin / "Rin"                                             | CH3 |
| 2009 | Borisut Bumbut Kaen                        | Cạm bẫy tình yêu                   | Nongchanai Sirin / "Nong"                                 | CH3 |
| 2009 | Sapai Glai Peun Tiang                      | Nàng dâu bướng bỉnh                | Lalin / Prik                                              | CH3 |
| 2009 | Soot Sanaeha                               | Công thức tình yêu                 | Alin "Lin" Thipyada                                       | CH3 |
| 2010 | Chaloey Sak                                | Tù nhân cao quý                    | Alisa Santatiwong                                         | CH3 |
| 2010 | 365 Wun Haeng Rak                          | 365 ngày yêu                       | Lanaree / "Lan"                                           | CH3 |
| 2012 | Qi Pao                                     |                                    | Paeka / "Pink" / May Lee / "Sukonta"                      | CH3 |
| 2014 | Yah Leum Chan                              | Đừng quên em                       | Suriyawadee "Wadee" / Suriyong "Su" Ratanachart / Nou Lek | CH3 |
| 2015 | Ab Ruk Online                              | Yêu thầm qua mạng                  | Awatsaya                                                  | CH3 |
| 2021 | Carat Rak                                  | Hạnh phúc của Carat                | Carat                                                     | CH3 |
| 2022 | Suptar 2550                                | Siêu sao 2007                      | "Kat" Namfah                                              | CH3 |
| 2023 | The Betrayal                               | Trò tình phản bội                  | Bác sĩ "Jane" Jenphitcha Phatthanakit                     | CH3 |

### Vai trò nhà sản xuất - Thong Entertainment
| Năm  | Tên gốc                                | Tên tiếng Việt                       | Hãng phim sản xuất              | Diễn viên                                                                           | Ghi chú                       |
| ---- | -------------------------------------- | ------------------------------------ | ------------------------------- | ----------------------------------------------------------------------------------- | ----------------------------- |
| 2012 | Panyachon Kon Krua                     | Tri thức trùm xó bếp                 | Thong Entertainment / Channel 3 | Kimberly Ann Voltemas, Prin Suparat                                                 | Phim đầu tiên là nhà sản xuất |
| 2014 | Samee Tee Tra 2014                     | Người chồng tuyệt vời                | Thong Entertainment / Channel 3 | Thanawat Wattanaputi, Chermarn Boonyasak, Warattaya Nilkuha                         |                               |
| 2015 | Ab Ruk Online                          | Yêu thầm qua mạng                    | Thong Entertainment / Channel 3 | Peter Corp Dyrendal, Anne Thongprasom, Prin Suparat, Kimberley Anne Woltemas        | Nhà sản xuất kiêm vai chính   |
| 2016 | Piang Chai Khon Nee Mai Chai Poo Wised | Khi người đàn ông yêu                | Thong Entertainment / Channel 3 | James Ma, Kimberley Anne Woltemas                                                   |                               |
| 2018 | Likit Ruk                              | Sứ mệnh và con tim / Duyên trời định | Thong Entertainment / Channel 3 | Nadech Kugimiya, Urassaya Sperbund                                                  |                               |
| 2020 | Ok Keub Hak Ab Ruk Khun Samee          | Yêu thầm anh xã                      | Thong Entertainment / Channel 3 | Prin Suparat, Nittha Jirayungyurn                                                   |                               |
| 2022 | Keu Tur (Bad Romeo)                    | Là em                                | Thong Entertainment / Channel 3 | Mario Maurer, Urassaya Sperbund                                                     |                               |
| 2023 | Nobody's Happy if I'm Not              | Hận thù                              | Thong Entertainment / Channel 3 | Natapohn Tameeruks, Naphat Siangsomboon, Taksaorn Paksukcharern, Puttichai Kasetsin |                               |
| 2023 | Lok Mon Rob Thur (We And Us)           | Thế giới xoay quanh em               | Thong Entertainment / Channel 3 | Jirayu Tangsrisuk, Maylada Susri, Paris Intarakomalyasut                            |                               |
| 2024 | Wan Rak Tong Ham                       | TBA                                  | Thong Entertainment / Channel 3 | Peeranee Kongthai, Mike Panithan                                                    |                               |

## Giải thưởng
- 1997: TV Gold Award
  - Nữ diễn viên chính xuất sắc nhất
- 1999: TV Gold Award
  - Nữ diễn viên chính xuất sắc nhất
- 2001: Top Award
  - Nữ diễn viên chính xuất sắc nhất
- 2002: Star Entertainment Award
  - Nữ diễn viên chính xuất sắc nhất
- 2004: Tabetong Award
  - Best 1 year TV Show: Anne and Nat Unlimited
- 2004: Supannahong Award
  - Nữ diễn viên chính xuất sắc nhất - The Letter
- 2007: Top Awards 2006
  - Nữ diễn viên chính xuất sắc nhất - Oan gia ngõ hẹp
- 2009: Top Awards 2008
  - Nữ diễn viên chính xuất sắc nhất - Thiên đường tội lỗi
- 2010: Top Awards 2009
  - Nữ diễn viên chính xuất sắc nhất - Công thức tình yêu